# Tismomorpha
Tismomorpha är ett släkte av bönsyrsor. Tismomorpha ingår i familjen Mantidae.
Kladogram enligt Catalogue of Life:
| Tismomorpha | \| \| Tismomorpha cherlonneixi \| \| \| \| \| \| Tismomorpha inexpectata \| \| \| \| \| \| Tismomorpha vitripennis \| \| \| \| |
|             | \| \| Tismomorpha cherlonneixi \| \| \| \| \| \| Tismomorpha inexpectata \| \| \| \| \| \| Tismomorpha vitripennis \| \| \| \| |
|             | Tismomorpha cherlonneixi |
|             | |
|             | Tismomorpha inexpectata |
|             | |
|             | Tismomorpha vitripennis |
|             | |